# 우베르티노 다 카잘레

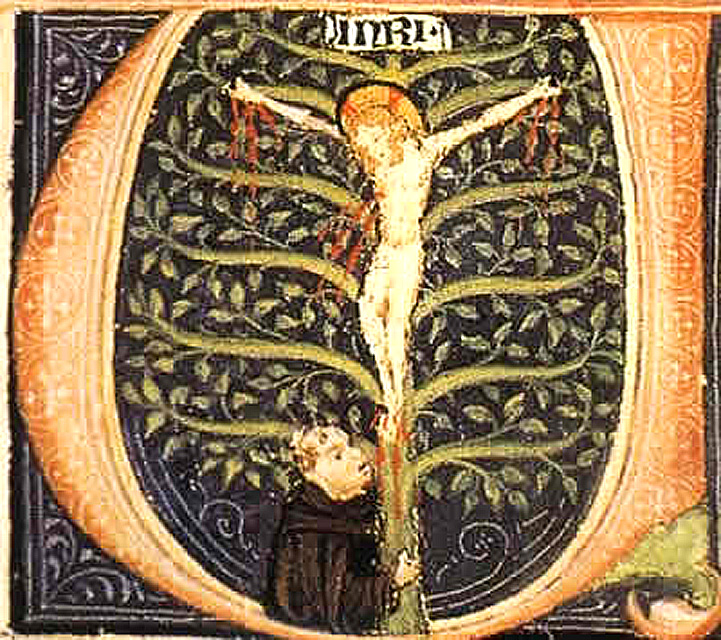
우베르티노와 예수

우베르티노 다 카잘레(이탈리아어: Ubertino da Casale: 1259년-1329년경)는 이탈리아의 프란치스코회 수도사이며, 미켈레 다 체세나와 함께 프란치스코회 영성파의 지도자였다.
카잘레 몬페라토 출신이다. 1273년 제노바의 수도원에서 프란치스코회에 입회했고 파리로 파견되어 9년간 수학한 뒤 이탈리아로 돌아갔다. 1285년 로마의 성지들을 순례하고 리에티 근교의 그레치오에서 영성파의 태두인 조반니 다 파르마를 만났다. 그 뒤 우베르티노는 토스카나에 정착했고 1287년 피렌체에서 피에르 드 장 올리비의 영향을 받았다. 우베르티노는 피렌체 산타크로체에서 강의를 몇 년 했으나 사목에 힘쓰기 위해 그만두었다. 명석하면서 동시에 괴짜이며 부단한 활동가였던 우베르티노는 곧 토스카나의 영성파 지도자가 되었다.
영성파는 청빈을 의무로 해석하고 프란치스코회 회칙의 엄격한 해석을 주장했다. 그들은 프란치스코회 본회와 교황들을 공공연히 비판했다. 교황 그레오리오 9세와 교황 니콜라오 3세는 회칙의 온건한 해석을 선호했기 때문에, 교황 인노첸티우스 3세는 조아키노 다 피오레를 이단으로 찍고 그 가르침을 불허했기 때문에 비판 대상이었다. 우베르티노 역시 교황 베네딕토 11세에게 소환되어 페루기아에서의 설교를 금지당하고 몬테 알베르나의 수도원으로 추방당했다. 이 추방 기간 동안 우베르티노는 『예수의 십자가형 당하신 삶의 나무』(Arbor Vitae Crucifixae Jesu Christi)를 저술, 성자 프란치스코와 예수 그리스도의 청빈과 빈곤을 문자 그대로 받아들여 해석해야 함을 주장했다. 신비주의 수녀 안젤라 다 폴리그노와 만나 어떠한 문제를 푸는 데 도움을 받았다고도 언급했는데 무슨 문제인지는 명시되지 않았다.
이 책에서 우베르티노는 교황 보니파시오 8세와 교황 베네딕토 11세를 요한 묵시록의 첫 번째와 두 번째 짐승들이라고 지목했다. 이 책은 빈델샤임 회중의 수사신부들 사이에서 널리 유통되었으며, 얀 판 스혼호번의 『주님의 수난』(De passione Domini)에 중요한 영향을 미쳤다.
이런 거침없는 행보에도 불구하고 우베르티노에게는 많은 추종자와 보호자가 있었다. 1307년 그는 안코나 변경의 추기경 나폴레오네 오르시니 프랑지파니의 사제로 선발되었다. 그러나 1308년 오르시니가 독일로 가자 우베르티노는 프랑스로 갔다.
1312년에서 1313년 사이, 아비뇽 교황청은 프란치스코회의 대립하는 양 파 사이의 문제를 교황 앞에서 논의하자고 우베르티노 등 영성파 지도자들을 소환했다. 논의에서 우베르티노는 프란치스코회의 온건한 다수파를 공격하고, 영성파가 독립된 수도원과 관구를 세워야 한다고 주장했다. 우베르티노의 요구는 완전히 거부되었으나, 청빈의 실천적 준수에 관한 문제는 유명한 교황칙서 Exivi de paradiso(1312년 5월 6일)의 발표로 이어졌다. 이는 부분적으로 우베르티노가 야기한 격론에 의해 추동된 것이었다.
우베르티노는 1317년까지 추기경 자코모 콜론나와 함께 지내다가, 교황 요한 22세가 그에게 프란치스코회를 나가 장블루의 베네딕토회 수도원에 들어갈 것을 허하면서 옮겨갔다. 우베르티노는 그 뒤로도 프란치스코회 내부 패권다툼에 계속 관여했기 때문에 결국 1318년 파문을 당한다. 1322년, 예수와 사도들의 청빈에 관하여 도미니코회와 프란치스코회 사이에 논쟁이 붙자 아비뇽 교황청에서 우베르티노를 수환했다. 우베르티노는 예수와 사도들은 모든 재산과 사적 관계를 거부했으나 성직자로서 필요와 목적에 따라 재화를 사용했다고 주장했다. 교황 요한 22세는 이 대답을 수용했다.
우베르티노는 아비뇽에 머물며 오르시니 추기경을 따르며 지내다가, 그의 스승 피에르 올리비의 견해를 변호했다고 1325년 이단 혐의로 고발되었다. 요한 22세는 프린치스코회에 이단 우베르티노에 대한 체포령을 내렸으나 우베르티노는 신성로마황제 루트비히 4세의 보호를 구하려 독일로 도피했고, 1328년 루트비히 황제가 로마로 올 때 동행했다.
그 뒤 우베르티노는 사료에서 실종된다. 일각에서는 1332년 베네딕토회에서도 이탈하여 카르투시오회에 들었다고 추측하기도 한다. 15세기 소형제회에서는 우베르티노를 성자이자 순교자로 공경했다. 단테 알리기에리도 『신곡』에서 우베르티노를 언급했다.